# Profession d'exercice exclusif
En droit des professionnels québécois, une profession d'exercice exclusif est celle dont les actes professionnels connexes ne peuvent être effectués que par les membres de l'ordre professionnel et dont l'usage du titre est également réservé aux membres de l'ordre professionnel.
Pour un ordre professionnel, avoir l'exercice exclusif signifie qu'il peut contraindre légalement un individu qui n'est pas membre d'un ordre professionnel de cesser de pratiquer des actes professionnels réservés aux membres de la profession. Un syndic d'ordre professionnel reçoit des plaintes du public et mène enquête en cas d'exercice illégal de la profession ou pour toute autre faute professionnelle. 
Cette catégorie juridique de professionnels existe par opposition aux professions à titre réservé dont seul le titre est exclusif aux membres de l'ordre.  
Les règles relatives aux professions d'exercice exclusif sont dans le Code des professions. Les professions d'exercice exclusif ont aussi la particularité d'avoir une loi constitutive pour leur ordre professionnel, telle que la Loi sur le Barreau pour l'ordre des avocats et la Loi médicale pour l'ordre des médecins, alors que les professions à titre réservé ont seulement pour loi habilitante le Code de professions.  
Les actes réservés à la profession d'exercice exclusif sont énumérés dans la loi constitutive de l'ordre. À titre d'exemple, les actes réservés aux médecins sont énumérés à l'article 31 de la Loi médicale et les actes réservés aux avocats sont énumérés à l'article 128 de la Loi sur le Barreau.
En consultant la liste des ordres professionnels qui régissent une profession d'exercice exclusif, on constate qu'ils regroupent les ordres professionnels de la santé (médecins, infirmières, dentistes, optométristes, etc.), les ordres professionnels juridiques (avocat, notaire, huissier de justice) ainsi que les ordres professionnels scientifiques ou techniques non liés à la santé (ingénieurs, chimistes, géologues, agronomes, comptables professionnels agréés, etc.). 

## Liste de professions d'exercice exclusif
Parmi les professionnels qui font partie de cette catégorie, il y a  : 
- les acupuncteurs,
- les agronomes,
- les architectes,
- les arpenteurs-géomètres,
- les audioprothésistes,
- les avocats,
- les chimistes,
- les chiropraticiens,
- les comptables professionnels agréés,
- les dentistes,
- les denturologistes,
- les géologues,
- les huissiers de justice,
- les infirmières et les infirmiers,
- les ingénieurs,
- les ingénieurs forestiers,
- les médecins,
- les médecins vétérinaires,
- les notaires,
- les opticiens d’ordonnances,
- les optométristes,
- les pharmaciens,
- les podiatres,
- les sages-femmes,
- les technologues en imagerie médicale.